# Santiago Arzamendia
Santiago Arzamendia Duarte (* 5. května 1998) je paraguayský profesionální fotbalista, který hraje na pozici levého obránce za argentinský klub Estudiantes de La Plata. Narodil se v Argentině, ale hraje za paraguayský národní tým.

## Klubová kariéra
Arzamendia se narodil paraguayským rodičům ve Wandě v argentinské provincii Misiones, ve 13 letech se přestěhoval do Paraguaye a po složení zkoušek se připojil k Cerro Porteño. Debutoval za ně jako během sezóny 2015.
Dne 8. července 2021 podepsal Arzamendia čtyřletou smlouvu s týmem La Ligy Cádiz CF. Dne 7. července 2023 prodloužil smlouvu do roku 2026 a byl na rok zapůjčen zpět do svého bývalého klubu Cerro Porteño.

## Reprezentační kariéra
Arzamendia mohl hrát za Argentinu nebo Paraguay, ale na konci září 2018 si vybral druhou jmenovanou možnost. Za Paraguay debutoval 26. března 2019 v přátelském utkání proti Mexiku jako člen základní sestavy.

## Statistiky

### Klubové
Platí k zápasu hranému 27. září 2024.
| Klub              | Sezóna            | Liga              | Liga   | Liga | Národní pohár | Národní pohár | Kontinentální | Kontinentální | Ostatní | Ostatní | Celkově | Celkově |
| Klub              | Sezóna            | Soutěž            | Zápasy | Góly | Zápasy        | Góly          | Zápasy        | Góly          | Zápasy  | Góly    | Zápasy  | Góly    |
| ----------------- | ----------------- | ----------------- | ------ | ---- | ------------- | ------------- | ------------- | ------------- | ------- | ------- | ------- | ------- |
| Cerro Porteño     | 2017              | Primera División  | 13     | 0    | 0             | 0             | 1             | 0             | 0       | 0       | 14      | 0       |
| Cerro Porteño     | 2018              | Primera División  | 32     | 4    | 2             | 0             | 8             | 1             | 0       | 0       | 42      | 5       |
| Cerro Porteño     | 2019              | Primera División  | 26     | 0    | 0             | 0             | 9             | 1             | 0       | 0       | 35      | 1       |
| Cerro Porteño     | 2020              | Primera División  | 18     | 0    | 0             | 0             | 4             | 0             | 1       | 0       | 23      | 0       |
| Cerro Porteño     | 2021              | Primera División  | 10     | 2    | 0             | 0             | 6             | 0             | 0       | 0       | 16      | 2       |
| Cerro Porteño     | Celkově           | Celkově           | 99     | 6    | 2             | 0             | 28            | 0             | 1       | 0       | 125     | 8       |
| Cádiz             | 2021/22           | La Liga           | 14     | 1    | 3             | 0             | –             | –             | –       | –       | 17      | 1       |
| Cádiz             | 2022/23           | La Liga           | 12     | 0    | 1             | 0             | –             | –             | –       | –       | 13      | 0       |
| Cádiz             | Celkově           | Celkově           | 26     | 1    | 4             | 0             | 0             | 0             | –       | –       | 29      | 1       |
| Cerro Porteño     | 2023              | Primera División  | 19     | 3    | 2             | 0             | –             | –             | –       | –       | 21      | 3       |
| Cerro Porteño     | 2024              | Primera División  | 20     | 0    | 0             | 0             | 6             | 0             | 0       | 0       | 26      | 0       |
| Cerro Porteño     | Celkově           | Celkově           | 39     | 3    | 2             | 0             | 6             | 0             | 0       | 0       | 47      | 3       |
| Estudiantes       | 2024              | Primera División  | 7      | 0    | 0             | 0             | 0             | 0             | 0       | 0       | 7       | 0       |
| Celkově v kariéře | Celkově v kariéře | Celkově v kariéře | 171    | 10   | 8             | 0             | 34            | 0             | 1       | 0       | 208     | 12      |

### Reprezentační
Platí k zápasu hranému 10. října 2024.
| Národní tým | Rok     | Zápasy | Góly |
| ----------- | ------- | ------ | ---- |
| Paraguay    | 2019    | 8      | 0    |
| Paraguay    | 2021    | 11     | 0    |
| Paraguay    | 2022    | 11     | 0    |
| Paraguay    | 2024    | 1      | 0    |
| Celkově     | Celkově | 31     | 0    |